# Бертолди: Гимнастика върху дъска
"Бертолди: Гимнастика върху дъска" (на английски: Bertoldi (Table Contorsion)) е американски късометражен ням филм от 1894 година на режисьора Уилям Кенеди Диксън с участието на Ена Бертолди, заснет в студиото Блек Мария при лабораториите на Томас Едисън в Ню Джърси. Кадри от филма не са достигнали до наши дни и той се смята за изгубен.

## Сюжет
Една прекрасна дама се изявява като гимнастичка и акробатка върху дъска пред камерата.

## В ролите
- Ена Бертолди[3]

## Реализация
„Бертолди: Гимнастика върху дъска“ е част от групата филми, излъчвани пред публика с цел печалба в отворения на 14 април 1894 година от братята Холанд киносалон на Бродуей в Ню Йорк.